# يفغيني جرادوفيتش
إيفغيني جرادوفيتش (بالروسية: Градович, Евгений Павлович) مواليد 7 أغسطس 1986 في أوكروغ خانتي-مانسي ذاتية الحكم، روسيا، هو ملاكم محترف روسي يصنف ضمن فئة وزن الريشة. حقق بطولة الاتحاد الدولي للملاكمة.

## إحصائيات
خاض خلال مسيرته 25 نزالا، فاز في 22 وتعادل في 1 وخسر في 2. فاز بالضربة القاضية في 9 نزالات.

## روابط خارجية
- يفغيني جرادوفيتش على موقع بوكس ريك (الإنجليزية) (registration required)